# Epigynopteryx pallida
Epigynopteryx pallida är en fjärilsart som beskrevs av W. Warren 1903. Epigynopteryx pallida ingår i släktet Epigynopteryx och familjen mätare. Inga underarter finns listade i Catalogue of Life.